# Südasienspiele 2019/Badminton
Bei den Südasienspielen 2019 wurden vom 1. bis zum 6. Dezember 2019 in Pokhara sieben Badmintonwettbewerbe ausgetragen.

## Medaillengewinner
| Disziplin    | Gold | Silber | Bronze |
| ------------ | --- | --- | --- |
| Herreneinzel | Siril Verma | Aryamann Tandon | Dinuka Karunaratne |
| Herreneinzel | Siril Verma | Aryamann Tandon | Ratnajit Tamang |
| Dameneinzel  | Ashmita Chaliha | Gayathri Gopichand | Achini Nimeshika Ratnasiri |
| Dameneinzel  | Ashmita Chaliha | Gayathri Gopichand | Dilmi Dias |
| Herrendoppel | Krishna Prasad Garaga Dhruv Kapila                                                                                                   | Sachin Dias Buwenaka Goonethileka | Prince Dahal Praful Maharjan |
| Herrendoppel | Krishna Prasad Garaga Dhruv Kapila                                                                                                   | Sachin Dias Buwenaka Goonethileka | Muhammad Atique Raja Muhammad Hasnain |
| Damendoppel  | Thilini Pramodika Kavindi Ishandika Sirimannage                                                                                      | Achini Nimeshika Ratnasiri Upuli Samanthika Weerasinghe | J. Meghana Siki Reddy |
| Damendoppel  | Thilini Pramodika Kavindi Ishandika Sirimannage                                                                                      | Achini Nimeshika Ratnasiri Upuli Samanthika Weerasinghe | Kuhoo Garg Anoushka Parikh |
| Mixed        | Dhruv Kapila J. Meghana | Sachin Dias Thilini Pramodika | Bikash Shrestha Anu Maya Rai |
| Mixed        | Dhruv Kapila J. Meghana | Sachin Dias Thilini Pramodika | Mohammad Salman Khan Urmi Akter |
| Herrenteam   | Indien Arun George Dhruv Kapila Srikanth Kidambi Krishna Prasad Garaga Sanyam Shukla B. Sumeeth Reddy Aryamann Tandon Siril Verma    | Sri Lanka Chirshan Danushka Lochana de Silva Sachin Dias Madhuka Dulanjana Buwenaka Goonethileka Hasitha Chanaka Dinuka Karunaratne Ranthushka Sasindu                                   | Pakistan Murad Ali Muhammad Atique Raja Muhammad Hasnain Muhammad Muqeet Tahir Awais Zahid                                                                    |
| Herrenteam   | Indien Arun George Dhruv Kapila Srikanth Kidambi Krishna Prasad Garaga Sanyam Shukla B. Sumeeth Reddy Aryamann Tandon Siril Verma    | Sri Lanka Chirshan Danushka Lochana de Silva Sachin Dias Madhuka Dulanjana Buwenaka Goonethileka Hasitha Chanaka Dinuka Karunaratne Ranthushka Sasindu                                   | Nepal Jivan Acharya Prince Dahal Dipesh Dhami Sunil Joshi Bishnu Katwal Praful Maharjan Bikash Shrestha Nabin Shrestha Ratnajit Tamang Sajan Krishna Tamrakar |
| Damenteam    | Indien Ashmita Chaliha Sai Uttejitha Rao Chukka Kuhoo Garg Gayathri Gopichand J. Meghana Aakarshi Kashyap Siki Reddy Anoushka Parikh | Sri Lanka Hasini Ambalangodage Kavindika de Silva Dilmi Dias Thilini Pramodika Achini Nimeshika Ratnasiri Kavindi Ishandika Sirimannage Upuli Samanthika Weerasinghe Hasara Wijayarathne | Pakistan Sehra Akram Palwasha Bashir Huma Javeed Bushra Qayyum Ghazala Saddique Mahoor Shahzad                                                                |
| Damenteam    | Indien Ashmita Chaliha Sai Uttejitha Rao Chukka Kuhoo Garg Gayathri Gopichand J. Meghana Aakarshi Kashyap Siki Reddy Anoushka Parikh | Sri Lanka Hasini Ambalangodage Kavindika de Silva Dilmi Dias Thilini Pramodika Achini Nimeshika Ratnasiri Kavindi Ishandika Sirimannage Upuli Samanthika Weerasinghe Hasara Wijayarathne | Nepal Sobha Gauchan Amita Giri Jessica Gurung Nita Lamsal Rasila Maharjan Anu Maya Rai Sita Rai Sima Rajbanshi Pooja Shrestha Nangsal Tamang                  |

## Medaillenspiegel
| Rang   | Land        | Gold | Silber | Bronze | Gesamt |
| ------ | ----------- | ---- | ------ | ------ | ------ |
| 1      | Indien      | 6    | 2      | 2      | 10     |
| 2      | Sri Lanka   | 1    | 5      | 3      | 9      |
| 3      | Nepal       | 0    | 0      | 5      | 5      |
| 4      | Pakistan    | 0    | 0      | 3      | 3      |
| 5      | Bangladesch | 0    | 0      | 1      | 1      |
| Gesamt | Gesamt      | 7    | 7      | 14     | 28     |